# Paragon
Paragon es el nombre en clave utilizado por tres personajes de ficción no relacionados de Marvel Comics. El primero fue diseñado genéticamente por el Enclave. El segundo fue creado como un personaje original para el videojuego Marvel Nemesis: Rise of the Imperfects. El tercero es un superhéroe y un miembro del equipo Iniciativa de Nebraska.

## Paragon (Maya)
Paragon (Maya) es un personaje ficticio de Electronic Arts que apareció por primera vez en Marvel Nemesis: Rise of the Imperfects.

### Biografía ficticia
Después de una búsqueda de un siglo, una joven guerrera amazónica, Maya, fue elegida de una sociedad aislada, primitiva y olvidada en las profundidades de la jungla sudamericana. Al combinar una estructura de ADN específicamente requerida, Maya era la candidata perfecta para el arma definitiva. Maya poseía una estructura física libre de toxinas, habilidades guerreras amazónicas y el salvajismo instintivo que se encuentra en el núcleo de toda la humanidad.
Habiendo adquirido el espécimen perfecto, Niles Van Roekel ordenó que la pusieran en una estasis prolongada. Se necesitarían años para dominar con éxito la fusión de la tecnología alienígena con los humanos antes de que el equipo de Roekel finalmente estuviera listo para trabajar en Maya.
Después de que se completó "The Imperfects", el proyecto Paragon se puso en marcha. Trabajando en una instalación secreta, los alienígenas cargaron tácticas e información de combate en el cerebro de Maya. Su cuerpo fue inyectado con productos químicos para aumentar sus músculos ya superiores y aumentar sus sentidos.
El entrenamiento comenzó poco después. La niña se vio obligada a luchar y defenderse en varios escenarios de combate. Los ejercicios fueron diseñados para capitalizar y aumentar su brutalidad despiadada natural. Siempre fue golpear primero y nunca hacer preguntas. Cuando su mente y cuerpo estaban en pleno rendimiento, el simbionte alienígena fue injertado en su columna vertebral. La dolorosa transformación se entrelazó y fusionó sus nervios y músculos con la propia raza de Roekel. Fue un gran éxito ya que Paragon superó todas las expectativas de Roekel. Se había convertido en la máxima máquina de matar.
Pero a medida que la conciencia de Maya aumentó, también lo hizo su deseo de escapar de su creador. El laboratorio secreto no era más que una prisión y una amenaza para su futuro. Por lo tanto, durante una sesión de reprogramación neuronal particularmente intensa, Paragon aprovechó la oportunidad para sorprender a sus captores y salir violentamente de las instalaciones.
Paragon terminó en Nueva York. Asustado y confundido, Paragon pronto se encontró con Magneto durante la invasión imperfecta de Nueva York. Hazmat , sin embargo, llevó a Paragon al Metro de Nueva York con Magneto persiguiéndolo. Siguió una batalla en la que Magneto derrotó a Hazmat. Después de la batalla, Magneto vio su oportunidad de que Paragon se uniera a su causa para acabar con la humanidad e intentó manipular a Paragon para que se uniera a él. Paragon, sin embargo, atacó a Magneto y se produjo otra batalla. Esta vez, Paragon logró derrotar a Magneto.
Paragon, creyendo que Magneto la había creado, le preguntó qué le había hecho. Magneto le aseguró que no tenía la culpa de su sufrimiento. Paragon preguntó quién era ella, Magneto respondió diciendo que ella ya lo sabía.
Paragon se abrió camino de regreso al cuartel general de Van Roekel y destruyó sus medios para crear más Imperfectos. Paragon y Van Roekel finalmente se enfrentaron y pronto comenzó una pelea entre ellos. Paragon derrotó a Van Roekel, quien contó sus razones para crear los Imperfectos antes de morir.
Después de esto, llevó a los Imperfectos al planeta de Roekel para liberar su mundo natal.

### Poderes y habilidades
Paragon tiene fuerza, velocidad, resistencia y agilidad sobrehumanas, así como invulnerabilidad. Ella puede teletransportarse y disparar explosiones de energía. Ella tiene cuchillas retráctiles capaces de drenar la fuerza vital orgánica.

## Paragon (Cooper Roth)
Cooper Roth es un personaje ficticio de Marvel Comics que apareció por primera vez en Iron Man vol. 4 # 21 como miembro del equipo del Capitán Ultra.

### Biografía del personaje ficticio
Después de investigar un crimen no resuelto con su compañero de equipo Gadget, se encontraron con un supervillano desaparecido, Gravitón. En una repentina oleada de violencia, Roth resultó gravemente herido, requiriendo hospitalización y Gadget fue asesinado. Graviton fue puesto bajo custodia de S.H.I.E.L.D.. Después de que una investigación realizada por Iron Man revelara evidencia que implicaba a Roth, Iron Man se enfrentó a Paragon y posteriormente fue atacado por Capitán Ultra. En un siguiente número, se revela que Paragon está bajo la influencia de Mandarín, quien lo manipula para que crea que Graviton es responsable de la muerte de su madre. Roth luego intenta asesinar a Graviton, quien en su lugar mata a Roth antes de quitarse la vida.

### Poderes y habilidades
Posee invulnerabilidad debido a la capacidad de controlar su densidad, así como el vuelo, la fuerza sobrehumana y la velocidad.